# Bachelor Girl
Bachelor girl var en popgrupp från Melbourne i Australien med James Roche och Tania Doko, bildad 1992. En av deras mest berömda sånger är "Buses and Trains". Gruppen starade då James Roche hörde Doko sjunga på en pub i Melbourne. De vann en "ARIA" 1998 och 1999.
Gruppen bildandes 1992 då låtskrivare och musikproducent James Roche mötte sångerskan Tania Doko. James Roche arbetade med en demokassett av en sång han skrev för den australiensiska tjejgruppen Girlfriend, och då hans originalsångare slutade "rekryterade" han Doko. Duon började skriva och spela in melodier, och började arbeta på en demo-CD och uppträdde flera gånger i Melbourne för ett skivkontrakt och slöt ett avtal med Gotham Records 1997, efter att Sony sagt nej.
Gruppen splittrades 2003, efter att lanseringen av andra albumet var mindre framgångsrik. Tania började försöka återkomma med hennes nya grupp "She Said Yes", medan James gått vidare med musikproduktion.

## Diskografi

### Album
| År   | Titel                                                                                | Listplaceringar | Listplaceringar | Listplaceringar | Försäljning |
| År   | Titel                                                                                | Australien      | Japan           | USA             | Försäljning |
| ---- | ------------------------------------------------------------------------------------ | --------------- | --------------- | --------------- | --- |
| 1998 | Waiting for the Day - Första studioalbumet - Utkom: 9 november 1998                  | 5               | —               |                 | - ARIA certification: platina (70,000+). - 88:e plats på albumförsäljningen i Australien 1998. - 99:e plats på albumförsäljningen i Australien 2000. |
| 1999 | Breaking Through from Down Under - Återlanserat album - Utkom: 10 augusti 1999 (USA) |                 |                 | —               | |
| 2002 | Dysfunctional - Andra studioalbumet - Utkom: 5 augusti 2002                          | 28              |                 |                 | - ARIA-certifikat: n/a |

### Singlar
| År   | Sång                  | Australien | Finland | Nya Zeeland | Sverige | Storbritannien | Album               |
| ---- | --------------------- | ---------- | ------- | ----------- | ------- | -------------- | ------------------- |
| 1998 | "Buses and Trains"    | 4          |         | 6           | 29      | 84             | Waiting for the Day |
| 1998 | "Treat Me Good"       | 34         |         | 26          |         |                | Waiting for the Day |
| 1999 | "Lucky Me"            | 42         | 19      | 40          |         |                | Waiting for the Day |
| 1999 | "Blown Away"          | 79         |         |             |         |                | Waiting for the Day |
| 1999 | "Permission to Shine" | promo      |         |             |         |                | Waiting for the Day |
| 2002 | "I'm Just a Girl"     | 25         |         |             |         |                | Dysfunctional       |
| 2002 | "Drowning Not Waving" | 69         |         |             |         |                | Dysfunctional       |
| 2002 | "Rollercoaster"       | promo      |         |             |         |                | Dysfunctional       |

## Priser och utmärkelser
| År   | Prisutdelare | Pris                                            | Resultat  |
| ---- | ------------ | ----------------------------------------------- | --------- |
| 1998 | ARIA Award   | Bästa nya talang ("Buses and Trains")           | Nominerad |
| 1999 | ARIA Award   | Högst säljande singel ("Buses and Trains")      | Nominerad |
| 1999 | ARIA Award   | Genombrottsartist - album (Waiting for the Day) | Nominerad |
| 1999 | ARIA Award   | Bästa poplansering (Waiting for the Day)        | Nominerad |
| 1999 | ARIA Award   | Årets producent (Waiting for the Day)           | Vann      |